# Myoprocta pratti
Myoprocta pratti és una espècie de mamífer rosegador de la família dels dasipròctids. Viu al Brasil, Colòmbia, l'Equador, el Perú i Veneçuela. Es tracta d'un animal herbívor que s'alimenta de fruites i nous. El seu hàbitat natural són els boscos tropicals perennes de plana. No se sap amb certesa si hi ha cap amenaça significativa per a la supervivència d'aquesta espècie.
Fou anomenat en honor de l'explorador i naturalista britànic Antwerp Edgar Pratt.